# Farba olejna

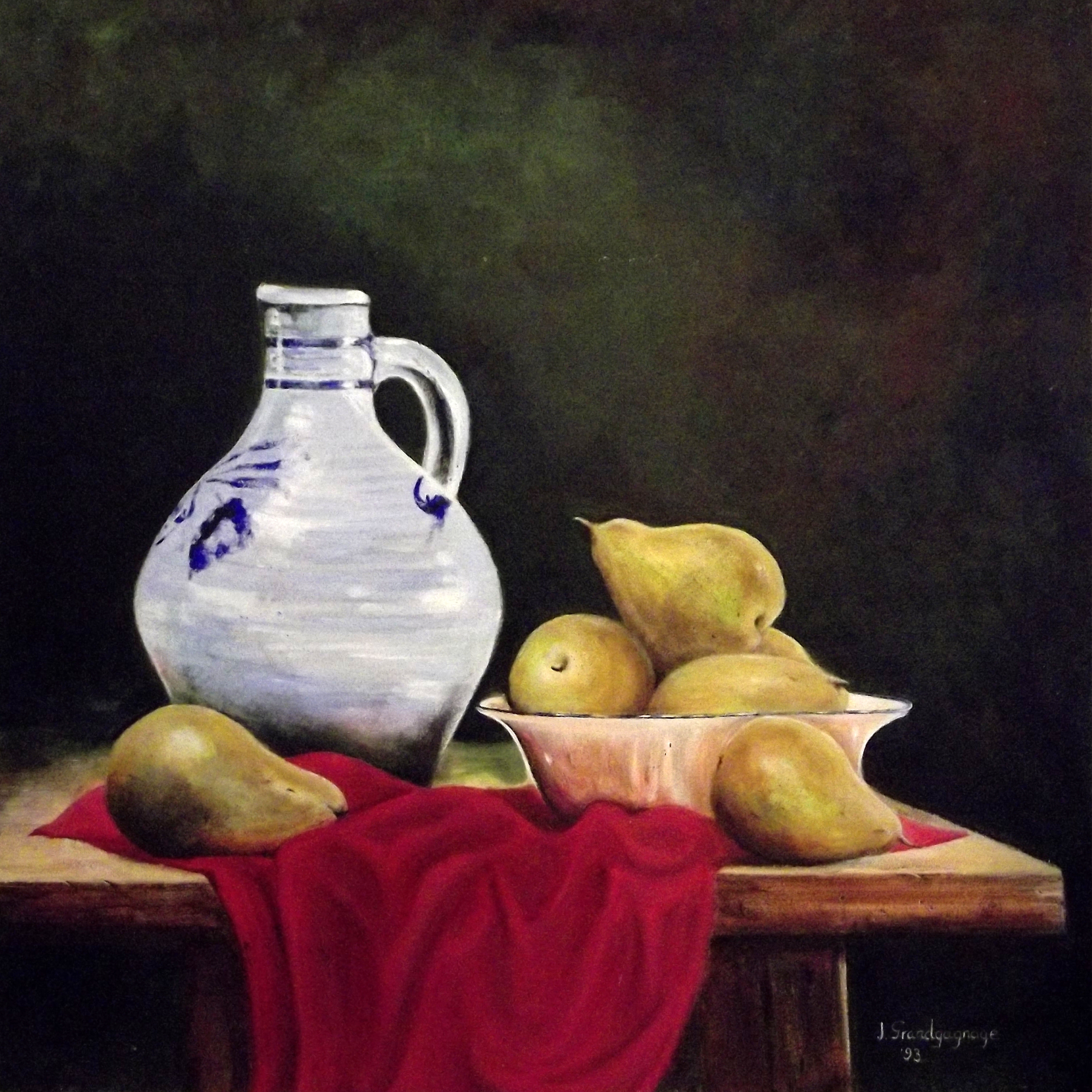
Obraz olejny

Farby olejne – rodzaj wolno wysychających farb o konsystencji pasty lub płynnej, w których cząsteczki pigmentu zawieszone są w nośniku, oleju, zwykle roślinnym. Używane zarówno w malarstwie artystycznym (malarstwo olejne), jak i w budownictwie i innych gałęziach przemysłu, w celach dekoracyjnych, lub jako powłoka ochronna. Niektóre farby olejne zawierają szkodliwe dla zdrowia pigmenty.

## Artystyczne farby olejne
Do prac artystycznych używane są farby olejne w tubkach, z których wyciska się je na paletę malarską i w razie potrzeby miesza, aby uzyskać potrzebny kolor.

## Produkcja
Tradycyjnie do produkcji farb olejnych używany był olej lniany lub orzechowy, współcześnie dodaje się olej krokoszowy, a także nie wysychający bez promieni UV olej makowy. Do dwóch lat ten ostatni wydaje się twardy, po czym zaczyna chłonąć wodę i mięknie, co powoduje że nie powstaje linoksyd. Odkryto, że farba, na oleju makowym, w obrazie z lat 60 XX wieku, przechowywanym w ciemnym magazynie muzeum jest miękka (impasto).
Jednakże współcześnie farby olejne, z każdej półki cenowej, mają dodatki, które wpływają negatywnie na ich jakość, wysychanie farby i trwałość pigmentów.
Analiza farb studyjnych jednej z firm angielskich wykazała obecność: kaolinu, krzemionki, siarczanu baru, wosku pszczelego, soli cyrkonu i kobaltu, stearynianu glinu, węglanu magnezu oraz wapnia, a także obecność innych niż lniany olei, krokoszowego, makowego i być może słonecznikowego.
W farbach holenderskiego producenta z serii Artists Quality ze średniego segmentu znaleziono: stearynian glinu i węglan wapnia. Natomiast w farbach innego producenta holenderskiego, który istnieje od 1664, wykazano obecność kaolinu, węglanu wapnia, wosku rycynowego (ang. castor wax), W badaniach zauważa się, że najbardziej degradujący wpływ na powłokę malarską mają wosk rycynowy i stearyniany. W literaturze anglojęzycznej te ostatnie – metal soaps.